# 弗洛迪島
弗洛迪島是蘇格蘭的島嶼，位於大西洋海域，屬於外赫布里底群島的一部分，面積0.4平方公里，最高點海拔高度41米，該島的居民在1851年遷離該島，島上無人居住。
56°59′47″N 7°21′09″W / 56.99625°N 7.35244°W